# Campeonato Mundial de Ciclismo de Montaña de 1990
El I Campeonato Mundial de Ciclismo de Montaña se celebró en la localidad de Durango (Estados Unidos) en 1990, bajo la organización de la Unión Ciclista Internacional (UCI) y la organización USA Cycling. 
Se compitió en 2 disciplinas, las que otorgaron un total de 4 títulos de campeón mundial:
- Descenso (DH) – masculino y femenino
- Campo a través (XC) – masculino y femenino

## Resultados

### Masculino
| Evento         | Oro                           | Plata                         | Bronce                         |
| -------------- | ----------------------------- | ----------------------------- | ------------------------------ |
| Descenso       | Greg Herbold Estados Unidos   | Mike Kloser Estados Unidos    | Paul Thomasberg Estados Unidos |
| Campo a través | Edmund Overend Estados Unidos | Thomas Frischknecht · Suiza · | Tim Gould Reino Unido          |

### Femenino
| Evento         | Oro                            | Plata                          | Bronce                        |
| -------------- | ------------------------------ | ------------------------------ | ----------------------------- |
| Descenso       | Cindy Devine · Canadá ·        | Elladee Brown · Canadá ·       | Penny Davidson Estados Unidos |
| Campo a través | Juliana Furtado Estados Unidos | Sara Ballantyne Estados Unidos | Ruth Matthes Estados Unidos   |

## Medallero
| Núm. | País           | Oro | Plata | Bronce | Total |
| ---- | -------------- | --- | ----- | ------ | ----- |
| 1    | Estados Unidos | 3   | 2     | 3      | 8     |
| 2    | Canadá         | 1   | 1     | 0      | 2     |
| 3    | Suiza          | 0   | 1     | 0      | 1     |
| 4    | Reino Unido    | 0   | 0     | 1      | 1     |
|      | TOTAL          | 4   | 4     | 4      | 12    |